# 昔阳站
昔阳站，位于中华人民共和国山西省晋中市昔阳县乐平镇，是阳涉铁路、阳大铁路上的火车站，建于1994年，客运开通于2025年1月27日，由中国铁路北京局集团管辖。

## 歷史
- 建于1994年。
- 客运开通于2025年1月27日。

## 旅客列车目的地
截至2025年8月，昔阳站每日停靠2个旅客列车车次，均为过路车，列车车次及目的地如下表：
| 目的地 | 车次  | 列车所属路局 |
| ------ | ----- | ------------ |
| 太原   | K4588 | 太原局集团   |
| 左权   | K4587 | 太原局集团   |

## 外部連結
- 中国铁路客户服务中心 （页面存档备份，存于）